# GAZ-14 Tschaika
Der GAZ-14 „Tschaika“ (russisch ГАЗ-14 «Чайка») ist ein sowjetischer Personenwagen der Oberklasse, der vom Gorkowski Awtomobilny Sawod (GAZ) ab 1977 in Serie gebaut wurde. Er war unterhalb der Staatslimousine ZIL-4104 angesiedelt und diente vornehmlich als Dienstwagen höherer Funktionäre im Staatsapparat der Sowjetunion. Der GAZ-14 ist Nachfolger des GAZ-13 Tschaika. 1988/89 wurde die Produktion ersatzlos eingestellt. GAZ baut seither keine Oberklassefahrzeuge mehr und zog sich 2010 ganz aus dem Pkw-Bau zurück. Tschaika ist das russische Wort für Möwe.

## Fahrzeuggeschichte

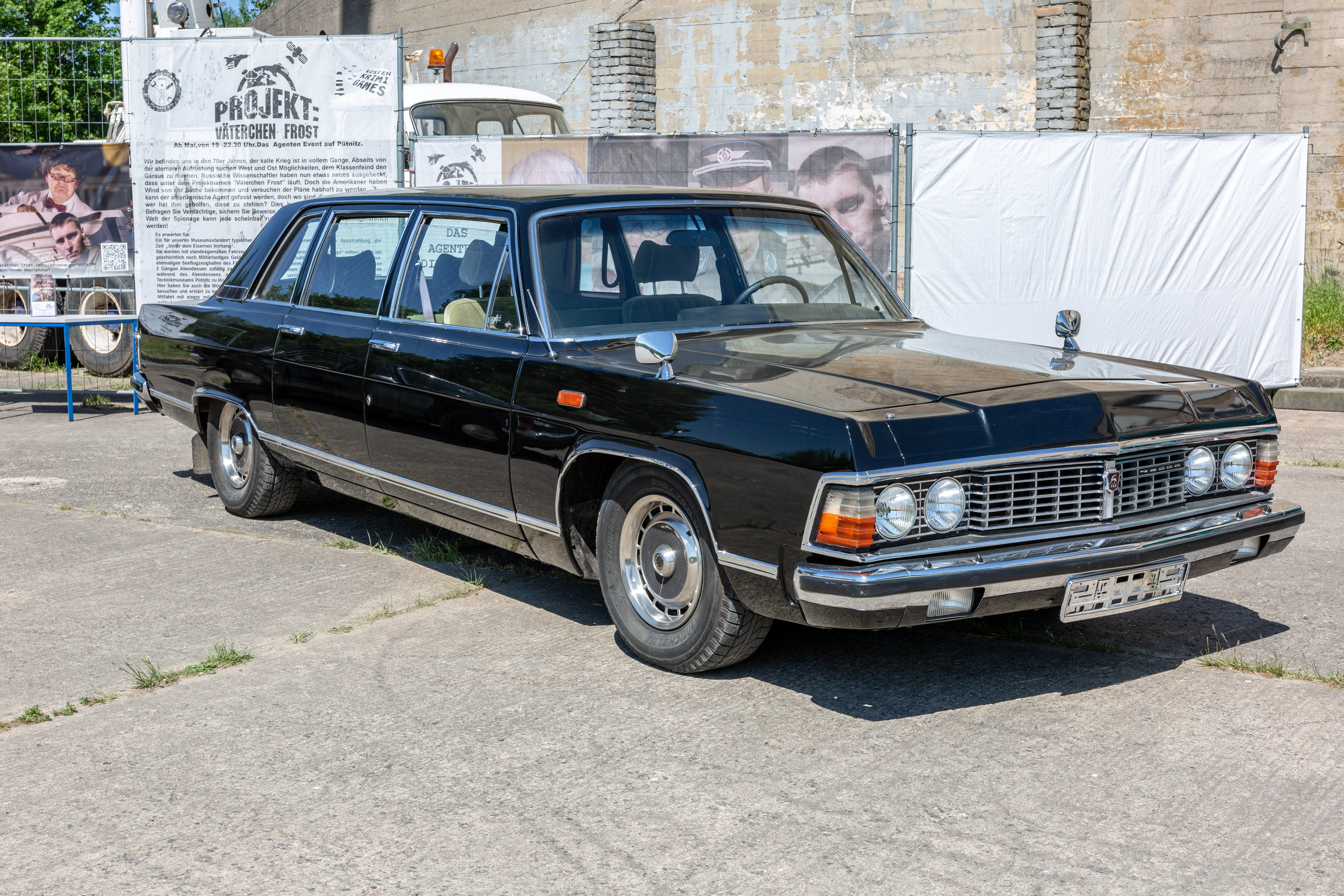
GAZ-14 Tschaika bei einem Oldtimertreffen in Deutschland (2018)

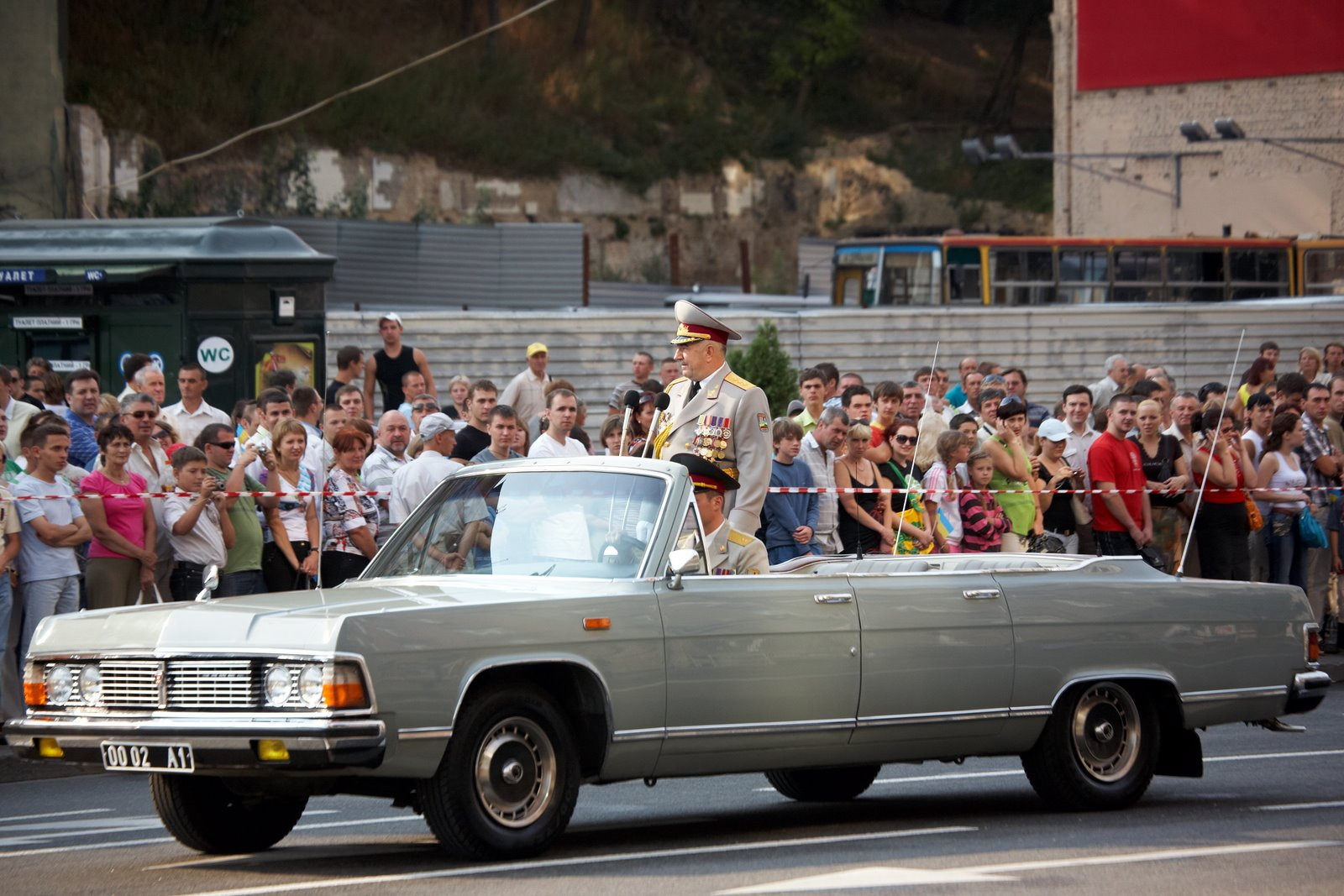
GAZ-14-05 Tschaika Cabriolet bei einer Parade in Kiew (2008)

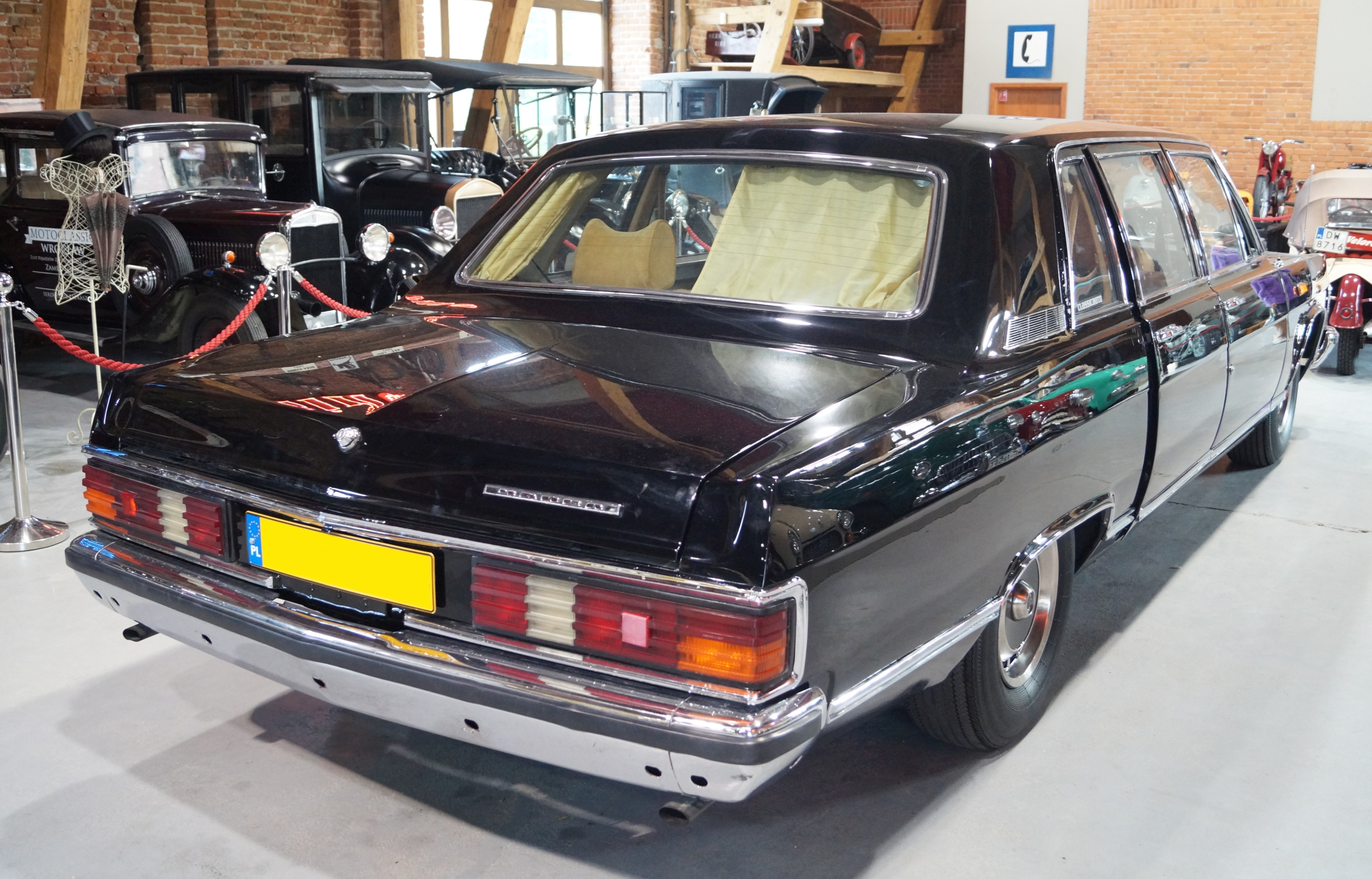
Heckansicht der Limousine in einem Museum (2016)

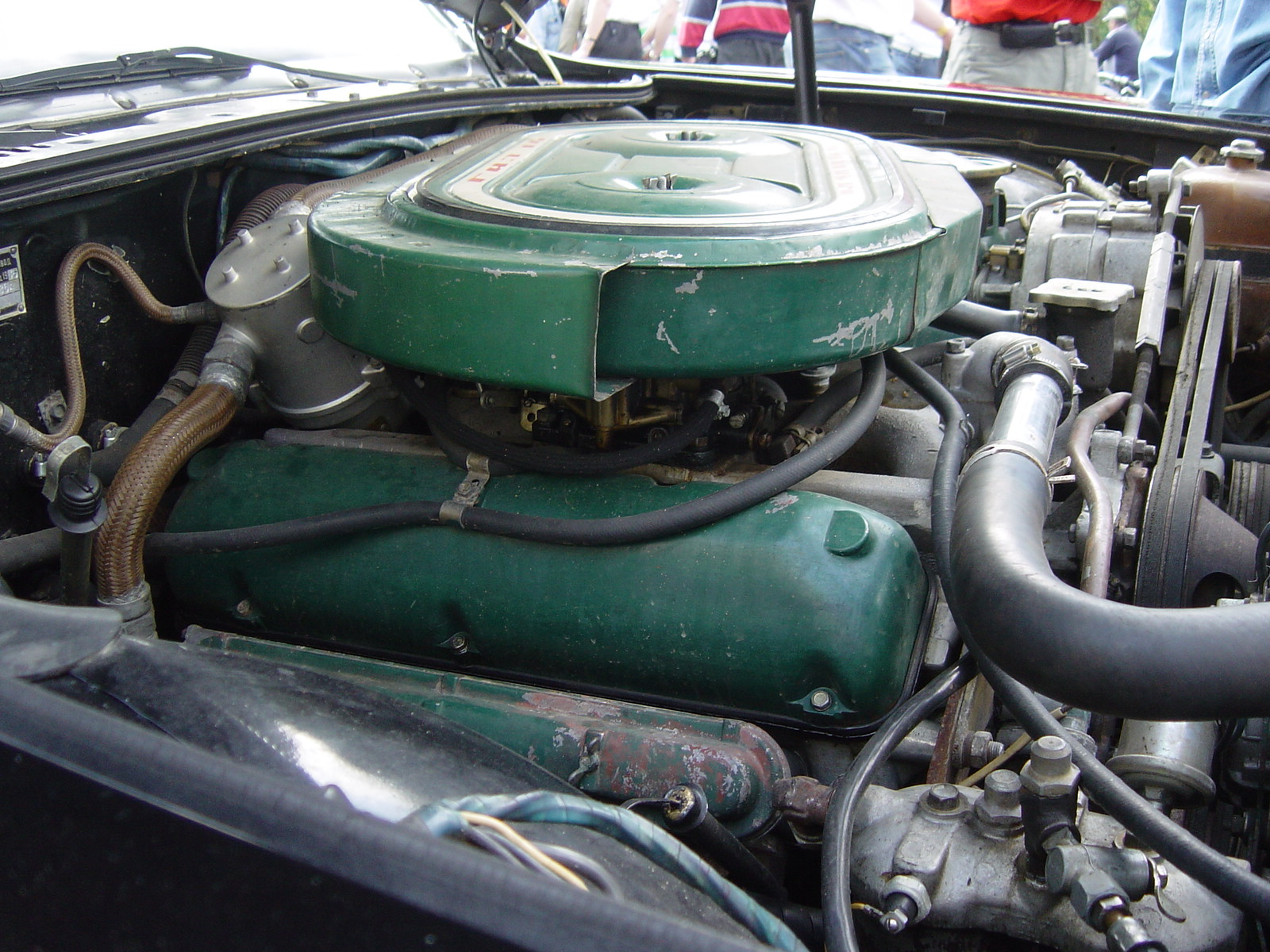
Seitenansicht des V8-Motors (2008)

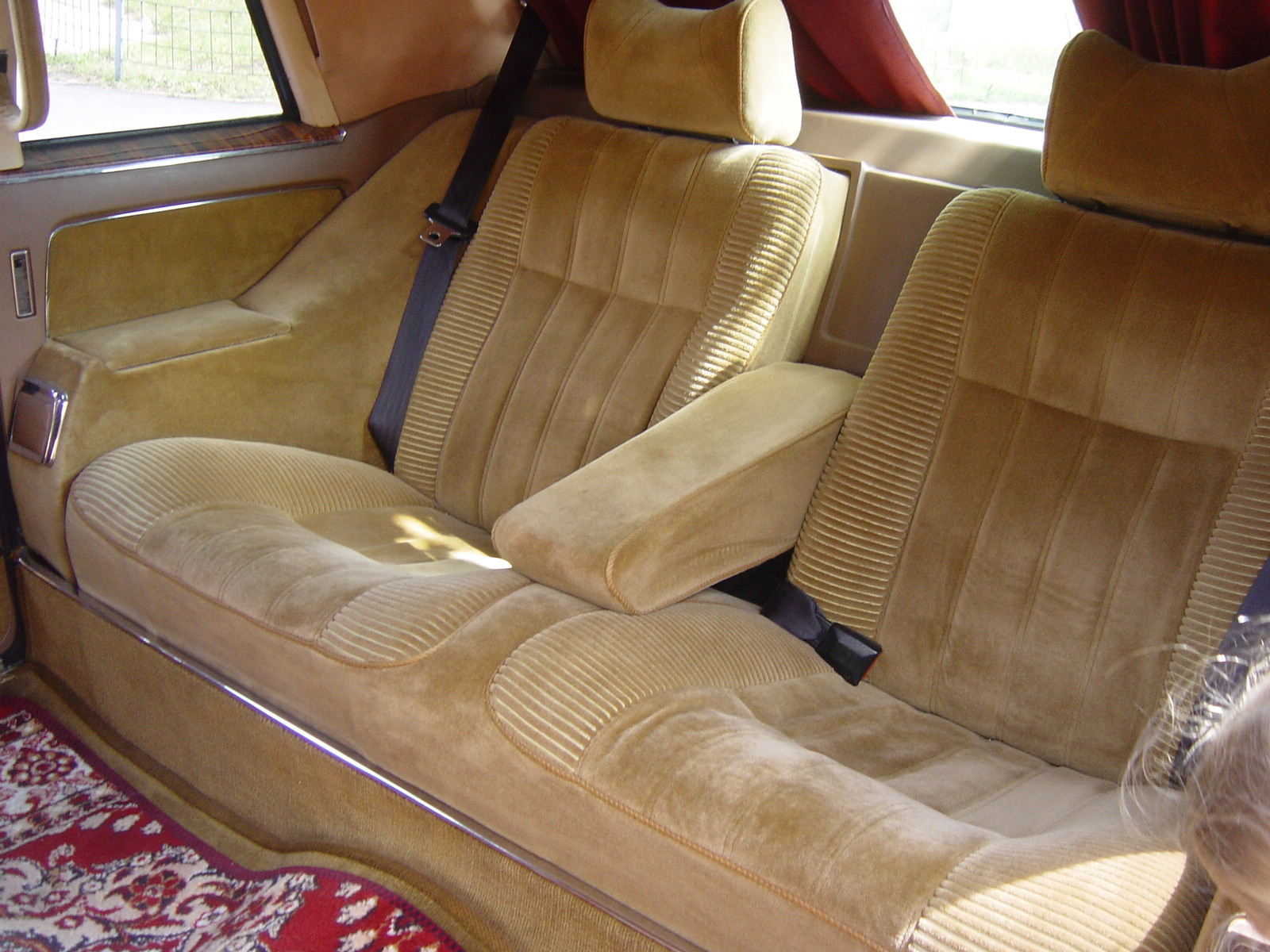
Rücksitzbank (2008)

Das Gorkowski Awtomobilny Sawod begann bereits Mitte der 1960er-Jahre mit Entwürfen für einen Nachfolger des GAZ-13 Tschaika. Ein ganzes Konstrukteursteam wurde damit beauftragt, das Fahrzeug optisch wie technisch umfassend zu überarbeiten. 1967 erschien die erste Prototypenserie. Obwohl das Design der Fahrzeuge stark an US-amerikanische Modelle erinnert, gab es anders als beim Vorgänger kein klares Vorbild. 1968 und 1969 wurden die Limousinen den zuständigen staatlichen Behörden vorgestellt, um die Produktion genehmigen zu lassen. Bis das erste Serienfahrzeug vollendet war, dauerte es aber noch bis Ende 1976. Der GAZ-14 Tschaika mit der Werksnummer 1 wurde Leonid Breschnew, damals Parteichef der KPdSU, zu seinem 70. Geburtstag am 19. Dezember 1976 übergeben.
Gegenüber dem GAZ-13 gab es am Fahrzeug diverse Neuerungen. Das betraf nicht nur die komplett umgestaltete Karosserie, auch die Technik wurde überarbeitet. Der Motorblock blieb der gleiche, allerdings wurden Leistung und Drehmoment gesteigert. Damit verbesserten sich auch die Fahrleistungen der Personenwagen. Die Beschleunigungszeit von 0 auf 100 km/h verkürzte sich von 20 auf 15 Sekunden, die Höchstgeschwindigkeit wurde um 15 km/h auf 175 km/h gesteigert. Es kam nach wie vor ein Dreigang-Automatikgetriebe mit Drehmomentwandler zum Einsatz, der Wählhebel ist aber in der Mittelkonsole verbaut. Vorher war die Bedienung über Druckknöpfe im Armaturenbrett gelöst worden. Die neu konzipierte Bremsanlage wurde als Zweikreisbremse in der besonders sicheren LL-Aufteilung ausgeführt. Auf einen lastabhängigen Bremskraftbegrenzer für die Hinterräder wurde hingegen verzichtet, weil dieser wegen des langen Radstands nur wenig wirksam sei.
Gegenüber dem Vorgänger wurde der GAZ-14 sowohl länger als auch breiter. Der Radstand wurde um 20 cm verlängert und die Spur um 5 cm verbreitert. Gleich blieb die Anzahl der Sitzplätze und der Türen. Die Innenausstattung wurde komplett überarbeitet; insgesamt kamen 17 Elektromotoren im Inneren zum Einsatz. Um den hohen Stromverbrauch zu decken, wurden eine leistungsfähige Lichtmaschine und zwei Starterbatterien eingesetzt. Um den Wagen auch bei niedrigen Temperaturen schnell heizen zu können, wurde eine Standheizung vorgesehen. Sie benötigt zehn Minuten, um den Innenraum von −25 °C auf +25 °C zu erwärmen. Auch ein Radio und ein Kassettenspieler gehörten zur Ausstattung.
Im Laufe der 1980er-Jahre wurden, wie schon beim Vorgänger, eine geringe Stückzahl Cabriolets und Krankentransportwagen auf Basis des GAZ-14 Tschaika gefertigt; letztere nicht in Gorki, sondern in Riga. Der letzte GAZ-14 kam im Dezember 1988 in die Produktion und verließ das Werk wahrscheinlich erst im Januar 1989. Es war die letzte bei GAZ hergestellte Oberklasselimousine; heute baut der Hersteller nur noch Nutzfahrzeuge.

## Modellvarianten
Der GAZ-14 wurde in drei Modellvarianten gebaut, wobei insgesamt 1114 Exemplare des Fahrzeugs hergestellt wurden. Die Grundversion als Limousine wurde bei weitem am häufigsten hergestellt.
Darüber hinaus gab es mit dem GAZ-14-05 ein Cabriolet, das vornehmlich für Paraden und das Militär entwickelt wurde. Nur 15 Stück wurden gebaut und teilweise an die Sowjetarmee geliefert; einige sind bei entsprechenden Anlässen noch heute im Einsatz. Der Auftrag erging 1978 an GAZ, gefertigt wurde ab 1982 und noch bis 1988.
Wie schon beim Vorgänger fertigte die Rigaer Autobusfabrik in sehr geringer Stückzahl auf Basis des GAZ-14 einen Krankenwagen, der für den Einsatz in hohen politischen Kreisen bestimmt war. Er wurde als GAZ-RAF-3920 bezeichnet und ab 1983 gebaut. Die Karosserie wurde verlängert und das Dach höher gelegt, sodass ein Kombi entstand. Ein Exemplar wurde nach Kuba an Fidel Castro geliefert und dort weiß lackiert; in der Sowjetunion waren die Fahrzeuge schwarz.

## Technische Daten
Für das Grundmodell GAZ-14.
- Motor: wassergekühlter Achtzylinder-Viertakt-Ottomotor, V8 mit 90° Zylinderbankwinkel
- Motortyp: „GAZ-14“
- Leistung: 220 PS (162 kW) bei 4200 min−1
- Hubraum: 5530 cm³
- Bohrung: 100,0 mm
- Hub: 88,0 mm
- maximales Drehmoment: 451 Nm bei 2700–2800 min−1
- Verdichtung: 8,5:1
- Motorgewicht: 380 kg
- Gemischaufbereitung: zwei Vergaser, Typ K114-B (rechts) und K114-W (links)
- Zündfolge: 1–5–4–2–6–3–7–8
- Anlasser: ST-230G
- Lichtmaschine: G284
- Bordspannung: 12 V
- Getriebe: Dreistufen-Automatik mit Planetengetriebe und hydrodynamischem Drehmomentwandler
- Höchstgeschwindigkeit: 175 km/h
- Treibstoffverbrauch:
  - 17,5 l/100 km bei konstanten 90 km/h
  - 20,0 l/100 km bei konstanten 120 km/h
  - 29,0 l/100 km im Stadtverkehr
- Tankinhalt: 100 l Benzin, mindestens 87 Oktan
- Beschleunigung 0…100 km/h: 15,0 s
- Bremsweg aus 80 km/h: 43,2 m
- Bremse: hydraulisch betätigte Scheibenbremsen vorne und Trommelbremsen hinten, Zweikreisbremsanlage
- Antriebsformel: 4×2 (Hinterradantrieb)

Abmessungen und Gewichte
- Länge: 6114 mm
- Breite: 2020 mm
- Höhe: 1525 mm
- Radstand: 3450 mm
- Spurweite vorne und hinten: 1580 mm
- minimale Bodenfreiheit: 180 mm
- Wendekreis: 16,4 m Durchmesser
- Sitzplätze: 7
- Leergewicht: 2605 kg, auch 2615 kg angegeben
- Trockengewicht: 2425 kg
- Zuladung: 7 Personen + 70 kg bzw. 560 kg insgesamt
- zulässiges Gesamtgewicht: 3175 kg
- Reifengröße: 9,35-15″